# Emisiune de televiziune
O emisiune de televiziune (numită și emisiune televizată sau TV) reprezintă o porțiune a unei transmisiuni televizate în contextul unui program dinainte stabilit.
În această categorie intră și serialele de televiziune, ce desemnează o emisiune structurată într-un număr finit de episoade. În fapt, majoritatea emisiunilor de televiziune sunt reluate în mod serial, de vreme ce sunt transmise unul sau mai multe episoade săptămânal (în cadrul grilei de programe). Episoadele unei emisiuni seriale sunt unite prin tematică, scop ș.a.
Există un număr mic de emisiuni de televiziune cu un singur episod, acestea constituind excepția și nu regula; astfel de emisiuni sunt transmise în situații speciale (de exemplu, arareori programele de Revelion ale unui post de televiziune păstrează un același format de la an la an).
Între emisiunile seriale, o poziție importantă o ocupă  serialele de televiziune, format de film pentru televiziune adaptat prezentării unei narațiuni într-un număr mare de episoade (de la zeci până la mii; un caz aparte este cel al telenovelelor). Din rațiuni comerciale, evoluția emoțională a scenariului unui serial de televiziune dirijează frecvent producerea unui climax în încheierea episoadelor, pentru a încerca curiozitatea telespectatorilor, deci pentru a asigura fidelitatea acestora.